# Dalekie Wyspy Mniejsze Stanów Zjednoczonych
Dalekie Wyspy Mniejsze Stanów Zjednoczonych, Pomniejsze Wyspy Stanów Zjednoczonych, Małe Oddalone Wyspy Stanów Zjednoczonych (ang. United States Minor Outlying Islands) – zbiorcze określenie niewielkich terytoriów (wysp lub atoli), w większości na Oceanie Spokojnym, należących do Stanów Zjednoczonych Ameryki i mających różny status prawny. Część z nich jest niezamieszkana, obszar niektórych objęto rezerwatami przyrody.
Do amerykańskich Dalekich Wysp Mniejszych należą:
| wyspa    | powierzchnia (km²) | ludność (osób) |
| -------- | ------------------ | -------------- |
| Baker    | 1,64               | –              |
| Howland  | 1,84               | –              |
| Jarvis   | 4,5                | –              |
| Johnston | 2,67               | –              |
| Kingman  | 0,01               | –              |
| Midway   | 5,9                | ok. 40         |
| Navassa  | 5,2                | –              |
| Palmyra  | 12                 | od 4 do 20     |
| Wake     | 6,5                | –              |